# Воздушно-десантный корпус ВВС НОАК
Воздушно-десантный корпус ВВС НОАК (кит. упр. 中国人民解放军空降兵军, пиньинь Zhōngguó rénmín jiěfàngjūn kōngjiàngbīng jūn, палл. Чжунго жэньминь цзефанцзюнь кунцзянбин цзюнь) — соединение воздушно-десантных войск Военно-воздушных сил Народно-освободительной армии Китая. Соединение представляет собой весь род войск (воздушно-десантных войск) Вооружённых сил Китая

## История

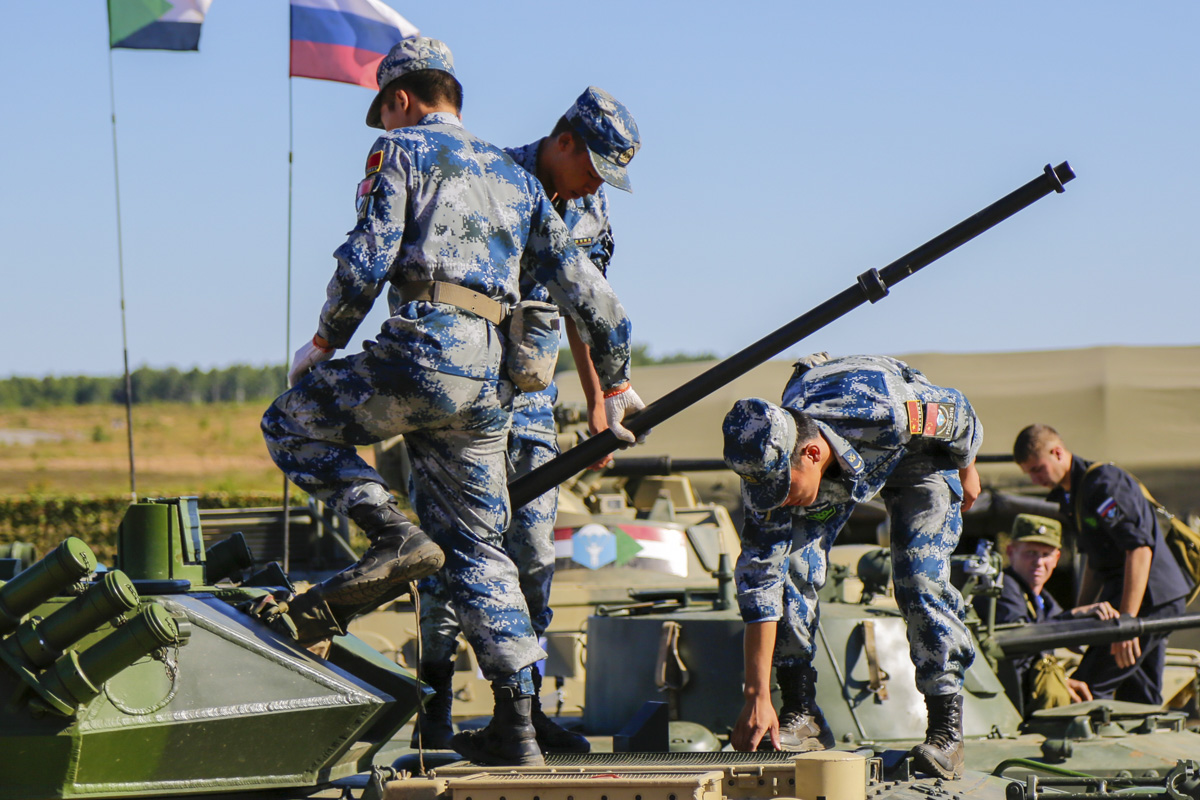
Военнослужащие Воздушно-десантного корпуса ВВС НОАК на международных военных соревнованиях.
Эстафета БМД в рамках конкурса «Десантный взвод».
Псковская область. 2018 год

История создания воздушно-десантных дивизий НОАК берёт своё начало с 1950 года, когда на базе 89-й пехотной дивизии была сформирована 1-я наземная бригада ВВС НОАК. В 1955 году на её основе была развёрнута 1-я парашютно-десантная дивизия, которая в 1957 году была переименована в 1-ю воздушно-десантную дивизию.
В 1961 году из состава Сухопутных войск в ВВС НОАК был переподчинён 15-й армейский корпус, который был переформирован в 15-й воздушно-десантный корпус (кит. 中国人民解放军空降兵第十五军). В 1950-е годы 15-й армейский корпус участвовал в Корейской войне. При переформировании пехотные дивизии в составе корпуса были преобразованы в воздушно-десантные дивизии. Также в этот корпус была включена созданная ранее 1-я воздушно-десантная дивизия.
В 1964 году для воздушных перебросок в составе корпуса был создан военно-транспортный авиационный полк. По причине недостаточного количества военно-транспортных самолётов способных проводить парашютное десантирование, воздушно-десантные дивизии представляли собой парашютно-десантные формирования с лёгким вооружением, без возможности проводить общевойсковой бой.
В 1969 году в состав 15-го воздушно-десантного корпуса был включён вертолётный полк на Harbin Z-5, являвшихся лицензионной версией Ми-4. В 70-е годы на вооружение корпуса стали поступать средние транспортно-десантные самолеты Y-8 (аналог советского Ан-12). В ходе военных реформ в 1975 и 1985 годах в состав воздушно-десантных дивизий были введены артиллерийские и зенитные подразделения и противотанковые подразделения оснащённые ПТУР.
В 1990-е года возможности воздушно-десантных дивизий возросли благодаря принятию на вооружение закупленных в Российской Федерации тяжелых военно-транспортных самолётов Ил-76 (10 единиц). К 2007 году Китай наладил собственное производство самолётов Y-20 на основе Ил-76.
Транспортное обеспечение 15-го воздушно-десантного корпуса обеспечивала на постоянной основе 13-я военно-транспортная авиационная дивизия, которая придавалась одним полком из 25—30 самолётов к каждой воздушно-десантной дивизии.
На 2017 год в составе 15-го воздушно-десантного корпуса (15-й вдк) находились 3 воздушно-десантные дивизии (вдд), дислоцировавшиеся в провинции Хубэй:
- Управление 15-го вдк — г. Сяогань;
- 43-я вдд — специализируется на выполнении специальных операций, дислоцируется в г. Кайфын;
- 44-я вдд — является учебным соединением, расположено в г. Гуаншуй, округ Суйчжоу;
- 45-я вдд — расположено в районе Хуанпи города Ухань.

На вооружении воздушно-десантных дивизий находились образцы вооружения созданные на основе советских образцов:
- боевая машина десанта ZBD-03 — создана на основе БМД-2;
- буксируемая гаубица Type 85 — на основе Д-30А;
- ПЗРК HN-5 — на основе «Стрела-2М»

Также на вооружении имелись 122-мм установки РСЗО в самоходном варианте Тип-81 и 107-мм установки РСЗО во вьючном облегчённом варианте Тип 63-1, 100-мм и 120-мм минометы; 105-мм безоткатные орудия «Тип 75»; ПТУР HJ-8.
Личный состав каждой дивизии — приблизительно 10 000 человек. Дивизии состояли из 2 парашютно-десантных полков и 1 артиллерийского полка. На 2017 год возможности военно-транспортной авиации НОАК позволяли осуществить переброску одного парашютно-десантного полка вместе со штатным вооружением в любую точку Китая за 24 часа.
В апреле 2017 года 15-й воздушно-десантный корпус был переименован в Воздушно-десантный корпус ВВС НОАК. При этом все 3 дивизии в составе корпуса были расформированы, а на их основе были созданы 9 бригад и 1 полк: 1 бригада специального назначения, 6 воздушно-десантных бригад, 1 бригада обеспечения и поддержки, 1 авиатранспортная бригада и 1 вертолётный полк.

## Командиры соединения

### Командиры 15-го воздушно-десантного корпуса ВВС НОАК
- Чжао Ланьтянь[кит.] — июнь 1961 — август 1967
- Фан Мин[кит.] — август 1967 года — январь 1974 года
- У Чанъю[кит.] — январь 1974 — январь 1978
- Кан Синхо — январь 1978 — май 1983
- Ли Лянхуэй[кит.] — май 1983 — октябрь 1987
- Цзин Сюэцинь[кит.] — июнь 1990 — декабрь 1993
- Ма Дяньшэн[кит.] — декабрь 1993 — декабрь 1999
- Ван Вэйшань[кит.] — декабрь 1999 — август 2008
- Яо Хэнбинь — январь 2009 — июль 2011
- Ли Фэнбяо[кит.] — июль 2011 — декабрь 2014
- Лю Фацин — июль 2015 — март 2017

### Командиры Воздушно-десантного корпуса ВВС НОАК
- Лю Фацин — март 2017 — 20 октября 2018
- Сунь Сяндун — октябрь 2018 — наст.время[8]

## Структура
На 2022 год Воздушно-десантный корпус ВВС НОАК состоял из 10 бригад:
- 1 авиационной транспортной;
- 1 десантно-штурмовой;
- 3 лёгких пехотных (моторизованных);
- 2 механизированных;
- 1 бригады специальных операций «Тор»[9];
- 1 бригады боевого обеспечения;
- 1 учебной бригады[10].

Вертолёты из состава расформированного в 2017 году вертолётного полка, по официальным китайским данным были переданы новой десантно-штурмовой бригаде, а не авиационной транспортной, как сообщается в других источниках.
Помимо 10 перечисленных бригад, также имеется отдельная учебная база.

## Вооружение и военная техника
Неполный список вооружения воздушно-десантного корпуса.
| Образец вооружения           | Изображение                  | Разработчик                  | Количество                   | Примечания |                              |
| Военно-транспортные самолёты | Военно-транспортные самолёты | Военно-транспортные самолёты | Военно-транспортные самолёты | Военно-транспортные самолёты | Военно-транспортные самолёты |
| ---------------------------- | ---------------------------- | ---------------------------- | ---------------------------- | --- | ---------------------------- |
| Shaanxi Y-8                  |                              | Китай                        | 6                            | Китайская версия советского Ан-12 |                              |
| Shaanxi Y-7                  |                              | Китай                        | 2                            | Китайская версия советского Ан-24 |                              |
| Harbin Y-12                  |                              | Китай                        | 12                           | Лёгкий транспортный самолёт собственной разработки |                              |
| Вертолёты                    |                              |                              |                              | |                              |
| WZ-10                        |                              | Китай                        | 8                            | Ударный вертолёт |                              |
| Z-9WZ                        |                              | Китай                        | 12                           | Разведывательно-ударный вертолёт — китайская лицензионная версия французского вертолёта Aérospatiale Dauphin |                              |
| Harbin Z-20                  |                              | Китай                        | 6                            | Служебный вертолёт |                              |
| Z-8KA                        |                              | Китай                        | 8                            | Китайская лицензионная версия французского транспортного вертолёта Sud-Aviation SA.321 Super-Frelon |                              |
| Бронетехника                 |                              |                              |                              | |                              |
| Новая БМД                    |                              | Китай                        | Нет данных                   | Боевая машина десанта. Поступает в войска. Вооружена мелкокалиберной пушкой, двумя противотанковыми и четырьмя лёгкими многоцелевыми ракетами. Оборудована системой активной защиты GL-6. Датчики кругового обзора сгруппированы по углам и бортам машины. Бронирование усилено, но возросшая масса БМД не препятствует её перевозке самолетами Y-20. |                              |
| ZBD-03                       |                              | Китай                        | 180                          | Боевая машина десанта. Подтверждена высадка этой БМД только тяжёлыми транспортными самолётами Ил-76 и Y-20. Состоит на вооружении неизвестных бригад, предположительно механизированных. |                              |
| Новый БТР                    |                              | Китай                        | Нет данных                   | Бронетранспортёр, созданный на шасси новой БМД. Поступает в войска. Вооружён боевым модулем, который включает 12,7-мм пулемёт и 35-мм автоматический гранатомёт. Дополнительно установлены противотанковые ракеты. Имеет усиленное бронирование и противоминную защиту. Получил системы активной защиты и кругового обзора, аналогично новой БМД. |                              |
| ZZZ-03                       |                              | Китай                        | 4                            | Бронетранспортёр. |                              |
| CS/VN3                       |                              | Китай                        | Нет данных                   | Колёсная бронированная машина. Плавает. Для десантирования с воздуха достаточно средних транспортных самолётов Y-8 и Y-9. Боковые двери CS/VN3 дополнены задней. Часть машин получила боевой модуль от ZBD-03, остальные вооружились крупнокалиберными пулемётами. Прикреплена к неизвестным бригадам, возможно к лёгким. |                              |
| Вездеходы                    |                              |                              |                              | |                              |
| Lynx CS/VP4                  |                              | Китай                        | Нет данных                   | Лёгкий вездеход, адаптированный к перевозке вертолётами. Характерен для десантно-штурмовых бригад Сухопутных войск КНР. |                              |
| Артиллерия                   |                              |                              |                              | |                              |
| Новая САУ                    |                              | Китай                        | Нет данных                   | Авиадесантируемый самоходный миномёт. |                              |
| 120-мм САУ                   |                              | Китай                        | Нет данных                   | Создана на шасси БМД ZBD-03. Является самоходным миномётом (гаубицей-миномётом). Получила 120-мм универсальное орудие, такое же, как на САУ PLL-05. В 2023 г. Шанхайский новостной портал Eastday.com, ссылаясь на Центральное телевидение Китая, рассказал о перевозке по железной дороге техники ВДВ (120-мм самоходного миномёта и БМД ZBD-03) в ходе учений, проводившихся Объединёнными силами материально-технического обеспечения НОАК. Эти учения стали первым публичным подтверждением того, что она поступила на вооружение. |                              |
| PL-96                        |                              | Китай                        | 54                           | Китайская версия буксируемой советской 122-мм гаубицы Д-30А. Проходит службу в тех же бригадах, что и ZBD-03. |                              |
| PH-63                        |                              | Китай                        | 54                           | Буксируемая 107-мм РСЗО. Проходит службу в тех же бригадах, что и ZBD-03. |                              |
| Противотанковое вооружение   |                              |                              |                              | |                              |
| HJ-9                         |                              | Китай                        | н/д                          | Собственная китайская разработка самоходного ПТРК |                              |
| Противовоздушное вооружение  |                              |                              |                              | |                              |
| QW-1                         |                              | Китай                        | н/д                          | Китайская версия советского ПЗРК Игла |                              |
| PG-87                        |                              | Китай                        | 54                           | 25-мм зенитная установка — китайская версия советской спаренной 23-мм зенитной установки ЗУ-23 |                              |